# Colt New Service British Army/GRC

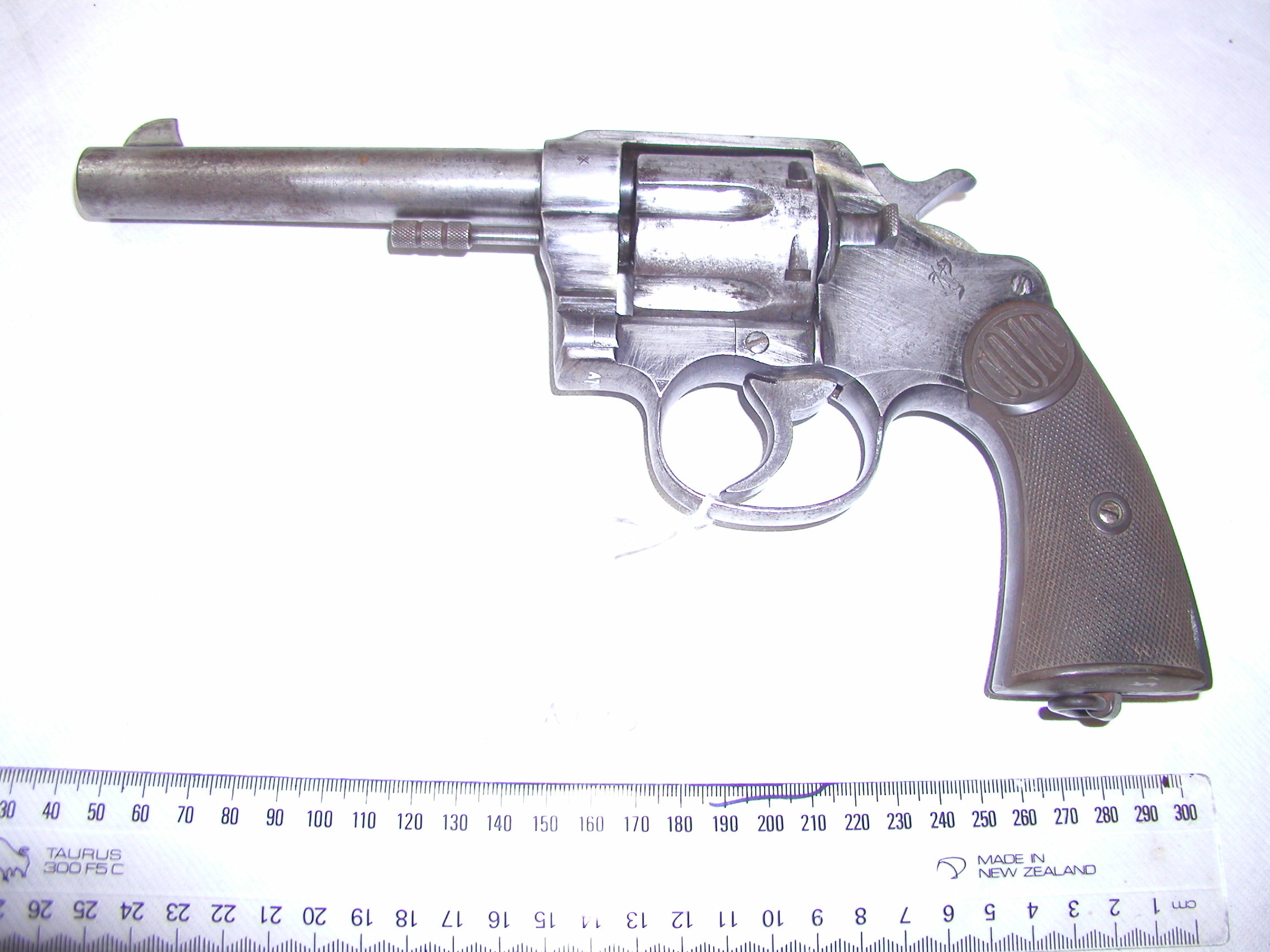
Un Colt New Service calibre .455 conservé au musée Tamaki Paenga Hira d'Auckland.

 Le Colt New Service British Army/GRC fut en service dans l'armée britannique et l'armée canadienne mais aussi les officiers du Corps d'armée australien et néo-zélandais durant la Grande Guerre. Il diffère du Colt M1909 uniquement par le calibre. Au Canada, il a aussi équipé la gendarmerie royale canadienne.

## Données techniques New Service militaires
- Fonctionnement : double action/barillet tombant/visée fixe
- Munition : .455 Webley
- Canon : 14 cm
- Longueur : 28 cm
- Masse à vide : 1,14 kg
- Barillet : 6 cartouches

## Sources francophones
- Y.L. Cadiou, Les Colt (2): les revolvers à cartouches métalliques, Éditions du Portail, 1993.
- Gérard Henrotin, Colt New Service Revolver Explained, livre téléchargeable - HLebooks 2008.